# Pokój paryski (1815)
Pokój paryski (1815) – układ pokojowy Francji z VI koalicją z 20 listopada 1815 r. zawarty po powrocie Napoleona z Elby i bitwie pod Waterloo (100 dni Napoleona).
Był mniej korzystny dla Francji niż pokój paryski (1814). Francja musiała zapłacić reparacje wojenne 700 milionów franków, przywrócono granice z 1790 r. Wojska koalicji przez 5 lat miały okupować wyznaczone strefy, choć wycofano je już w 1818 r.  